# Kabinett Paschinjan II
Das zweite Kabinett unter Premierminister Paschinjan war die Regierung der Republik Armenien vom Januar 2019 bis Anfang August 2021. Nach dem Wahlsieg der Mein-Schritt-Allianz (IKD) von Nikol Paschinjan bei der vorgezogenen Parlamentswahl in Armenien 2018 wurde Paschinjan von Präsident Armen Sarkissjan erneut zum Premierminister ernannt. Er wurde so mit der Regierungsbildung beauftragt. Der Parlamentswahl waren dramatische Veränderungen der politischen Machtverhältnisse durch die sogenannte Samtene Revolution in Armenien im selben Jahr vorausgegangen.

## Zusammensetzung

### Premierminister
|  | Amt             |  | Name             | Partei                     |
|  | --------------- |  | ---------------- | -------------------------- |
|  | Premierminister |  | Nikol Paschinjan | Zivilvertrag (Bündnis IKD) |

### Minister
|  | Amt                                                  |  | Name                                                                                         | Partei                                                                 |
|  | ---------------------------------------------------- |  | -------------------------------------------------------------------------------------------- | ---------------------------------------------------------------------- |
|  | Vize-Premierminister (Nr. 1)                         |  | Tigran Awinjan                                                                               | Zivilvertrag (Bündnis IKD)                                             |
|  | Vize-Premierminister (Nr. 2)                         |  | Mher Grigorjan                                                                               | parteilos                                                              |
|  | Außenminister                                        |  | Sohrab Mnazakanjan (bis 16. November 2020) Ara Ajwasjan (18. November 2020 bis 27. Mai 2021) | parteilos                                                              |
|  | Umweltminister                                       |  | Erik Grigorjan (19. Jan. 2019 bis 5. Mai 2020) Romanos Petrosjan (ab 31. Juli 2020)          | Grigorjan parteilos / Petrosjan Zivilvertrag (Bündnis IKD)             |
|  | Minister für Bildung, Wissenschaft, Kultur und Sport |  | Arajik Harutjunjan (bis 23. November 2020) Wahram Dumanjan (ab 23. November 2020)            | Harutjunjan: Zivilvertrag (Bündnis IKD) / Dumanjan: parteilos          |
|  | Wirtschaftsminister                                  |  | Tigran Chatschatrjan (bis 26. November 2020) Wahan Kerobjan (ab 26. November 2020)           | beide parteilos                                                        |
|  | Gesundheitsministerin                                |  | Arsen Torosjan (bis 18. Januar 2021) Anahit Awanesjan (ab 18. Januar 2021)                   | Torosjan: Zivilvertrag (Bündnis IKD) / Awanesjan: parteilos (?)        |
|  | Verteidigungsminister                                |  | Dawid Tonojan (bis 20. November 2020) Wagharschak Harutjunjan (ab 20. November 2020)         | Tonojan: parteilos / Harutjunjan: Republik (?)                         |
|  | Justizminister                                       |  | Artak Sejnaljan (19. Januar bis 7. Juni 2019) Rustam Badasjan (ab 19. Juni 2019)             | Sejnaljan: Republik / Badasjan parteilos                               |
|  | Minister für Arbeit und Soziales                     |  | Saruhi Batojan (bis 20. November 2020) Mesrop Arakeljan (ab 20. November 2020)               | Batojan: Zivilvertrag (Bündnis IKD) / Arakeljan: Mission (Bündnis IKD) |
|  | Minister für Gebietsverwaltung und Infrastruktur     |  | Suren Papikjan                                                                               | Zivilvertrag (Bündnis IKD)                                             |
|  | Minister für Hochtechnologische Industrie            |  | Hakob Arschakjan                                                                             | Zivilvertrag (Bündnis IKD)                                             |
|  | Katastrophenschutzminister                           |  | Felix Zolakjan (bis 17. November 2020) Andranik Pilojan (ab 20. November 2020)               | beide parteilos                                                        |
|  | Finanzminister                                       |  | Atom Dschandschughasjan                                                                      | parteilos                                                              |

Quelle: Regierungswebsite der Republik Armenien